# Proročanstvo
Proročanstvo ili proroštvo je nadahnuta poruka, otkrivenje božanske volje i namjere. Proročanstvo može biti predskazivanje nečega što će doći, nadahnuta moralna pouka ili izraz božanske zapovijedi ili suda.
Riječ proročanstvo potječe od grčke riječi propheteía, što znači izgovarati ili govoriti u ime nekog drugog. U općem smislu, "proročanstvo" obično znači predskazujuću izjavu o događajima u budućnosti.
Koncept proročanstva u biblijskom smislu ima šire značenje od pukog predviđanja budućnosti. Takvo 'proročanstvo kroz usta proroka' može biti utješne, opominjuće ili osuđujuće prirode, može se izreći i u obliku (hvale) pjesme (kao kod Mojsija, Mirjam (Mojsijeva sestra), Ane (majka Samuela), Djevice Marije i u psalmima) i ponekad se također odnosi na događaj u bliskoj ili daljoj budućnosti.
Mnoga starozavjetna proročanstva pozivala su na obnovu ili provođenje Zakona i najavljivala presude ako je savez s Bogom prekršen. U biblijska vremena ljudi su bili pozvani na kraljevstvo (kao što su Šaul, David, Jehu) ili na crkvene službe putem proročanstva (npr. Dj 13,2). Biblijski proroci nisu sami od sebe prorokovali (usp. Amos 3,7, Jeremija 23,18) Apostol Petar je o tome napisao: „jer nikada proroštvo ne bî ljudskom voljom doneseno, nego su Duhom Svetim poneseni ljudi od Boga govorili." (2 Pt 1,21). Prorok Jeremija opisao je poticajnu snagu Božanskog Duha kao gotovo neodoljivu za dobronamjernog proroka.
U kršćanskoj se tradiciji proročanstvo naglašeno razlikuje od čarobnjaštva i zazivanja duhova mrtvih (spiritizam). Takve su se pojave kažnjavale smrću u starom Izraelu.
Proročanstvo koje samo sebe ispunjava mogli bismo definirati kao pogrešku u mišljenju, koja potom djeluje na naše emocije i ponašanje.